# 大斯塔里察
50°26′54″N 31°5′16″E / 50.44833°N 31.08778°E
大斯塔里察（烏克蘭語：Велика Стариця）是位於烏克蘭北部的村莊，由基辅州鲍里斯皮尔区的鲍里斯皮尔市镇負責管轄。該村始建於1628年，面積2.1平方公里，海拔高度111米，2001年人口744。